# Élie Ducommun
Élie Ducommun (Ginebra, 19 de febrero de 1833 - Berna, 7 de diciembre de 1906) fue un periodista y profesor suizo.
Miembro fundador en Ginebra, en 1867, de la Liga Internacional para la Paz y la Libertad.
Trabajó como tutor, profesor de idiomas, periodista social e integral de apoyo moral
Revue de Genève, Der Fortschritt y Helvétie), secretario general de una compañía de ferrocarril y editor, y de traductor para la Cancillería Federal suiza (1869-1873). 
En 1891, es designado para dirigir la Oficina Internacional por la Paz, que tenía su sede en Berna.
Obtuvo el premio Nobel de la Paz en 1902, junto a Charles Albert Gobat.